# Wally Wood
Wallace Allan Wood (17 de junio de 1927 - 2 de noviembre de 1981) fue un historietista y editor independiente estadounidense, conocido especialmente por su trabajo en EC Comics y la revista Mad, de la que fue uno de sus fundadores en 1952. Aunque firmó muchas de sus primeras obras profesionales como Wallace Wood, llegó a ser conocido como Wally Wood, un nombre que afirmó que no le gustaba. En el seno del mundillo del cómic, también se le conocía como Woody, nombre que en ocasiones usó como firma.
Además de cientos de páginas de comic books, Wood ilustró libros y revistas al mismo tiempo que trabajaba en otra multitud de áreas:publicidad; ilustraciones de productos y embalajes; chistes; portadas de LPs; posters; tiras de prensa sindicadas; y cromos, incluyendo la seminal Mars Attacks (1962) de Topps.
El editor de EC William Gaines afirmó una vez, "Wally puede haber sido uno de nuestros artistas más atormentados... No sugiero ninguna conexión, pero puede haber sido el más brillante.
Tras su muerte, fue el primer admitido en el Jack Kirby Hall of Fame en 1989, y tres años después también lo fue en Will Eisner Comic Book Hall of Fame.

## Obra

### DC Comics
- All-American Men of War #29–30 (1956)
- All Star Comics #58–63 (inker); #64–65 (plotter/artist) (1976–1977)
- Amazing World of DC Comics #13 (inker) (1976)
- Angel and the Ape #2–6 (inker) (1969)
- Anthro #6 (inker) (1969)
- Captain Action #1 (artists) #2–3, 5 (inker) (1968–1969)
- Challengers of the Unknown #2–8 (inker) (1958–1959)
- DC 100 Page Super Spectacular #5 (inker) (1971)
- DC Special Series #11 (The Flash) (inker) (1978)
- Falling in Love #108 (1969)
- Ghosts #2 (inker) (1971)
- Girls' Love Stories #143, 150 (1969–1970)
- Green Lantern #69 (inker) (1969)
- Hercules Unbound #1–8 (inker) (1975–1976)
- House of Mystery #180, 183–184, 189 (inker); #199, 251 (artist) (1969–1977)
- House of Secrets #91, 96 (1971–1972)
- Isis #1 (inker) (1976)
- Limited Collectors' Edition #C-34 (inker) (1975)
- Meet Angel #7 (inker) (1969)
- Our Army at War #249 (writer/artist) (1972)
- Our Fighting Forces #10 (1956)
- Plop! #14 (artist); #16 (inker); #23 (writer/artists) (1975–1976)
- Richard Dragon, Kung-Fu Fighter #4–8 (inker) (1975–1976)
- Sandman #6 (inker) (1975)
- Showcase #12 (Challengers of the Unknown) (inker) (1958)
- Stalker #1–4 (inker) (1975)
- Strange Adventures #154 (inker) (1963)
- Super-Team Family #1, 3 (The Flash and Hawkman team-up) (inker) (1976)
- Superboy #153–155, 157–161 (inker) (1969)
- Swing with Scooter #30–31, 33 (inker) (1970–1971)
- Teen Titans #19 (inker) (1969)
- The Unexpected #122, 137 (inker); #138 (artist) (1970–1972)
- Weird Mystery Tales #23 (1975)
- The Witching Hour #15 (1971)
- Wonder Woman #195, 269 (inker) (1971–1980)
- Young Love #84 (inker) (1971)

### EC Comics
- Aces High #1–5 (1955)
- Confessions Illustrated #1 (1956)
- The Crypt of Terror #18 (1950)
- Gunfighter #13–14 (1950)
- The Haunt of Fear #15–16, 4–5, 24 (1950–1954)
- Mad #1–21, 23–86, 90, 143 (1952–1964, 1971)[3]
- Modern Love #5–8 (1950)
- A Moon, a Girl ... Romance #10–12 (1949–1950)
- Piracy #1–2 (1954–1955)
- Saddle Romances #10–11 (1950)
- Shock SuspenStories #2–15 (1952–1954)
- Tales from the Crypt #21, 24–27 (1950–1952)
- Three Dimensional EC Classics #1 (1954)
- Two-Fisted Tales #18–28, 30–35, 41 (1950–1955)
- Valor #1–2, 4–5 (1955)
- Vault of Horror #12–14, 39 (1950–1954)
- Weird Fantasy #13–17, 6–14, 17 (1950–1953)
- Weird Science #12–13, 5–22 (1950–1953)

### Marvel Comics
- Astonishing Tales #1–4 (Doctor Doom) (1970–1971)
- Avengers #20–22 (inker) (1965)
- Captain America #127 (inker) (1970)
- Cat #1 (inker) (1972)
- Daredevil #5–11 (1964–1965); #10 (as writer) (1965)
- Journey into Mystery #39, 51 (1956–1959)
- Journey into Unknown Worlds #51 (1956)
- Kull the Conqueror #1 (inker) (1971)
- Marvel Spotlight #1 (Red Wolf) (inker) (1971)
- Marvel Tales #152 (1956)
- Mystic #52 (1956)
- Strange Tales #134 (Human Torch and the Thing) (inker) (1965)
- Tales of Suspense #71 (Iron Man) (inker) (1965)
- Tower of Shadows #5–8 (writer/artist) (1970)
- Unknown Worlds of Science Fiction #1 (writer) (1975)
- Western Gunfighters #22 (1956)

### Tower Comics
- Dynamo #1–4 (1966–1967)
- T.H.U.N.D.E.R. Agents #1–20 (1965–1969)

### Warren Publishing
- 1984 #1–2, 5 (1978–1979)
- Blazing Combat #3–4 (1966)
- Comix International #1 (1975)
- Creepy #38, 41, 55, 75, 78, 91 (1971–1977)
- Eerie #5, 11, 14, 60–61, 131 (1966–1974)
- Famous Monsters of Filmland #58 (1969)
- Galactic Wars Comix #1 (1978)
- Monster World #1 (1964)
- Vampirella #9–10, 12, 19, 27, Annual #1 (1971–1973)
- Warren Presents #1, 3 (1979)

## Bibliography

### DC Comics
- All-American Men of War #29–30 (1956)
- All Star Comics #58–63 (inker); #64–65 (plotter/artist) (1976–1977)
- Amazing World of DC Comics #13 (inker) (1976)
- Angel and the Ape #2–6 (inker) (1969)
- Anthro #6 (inker) (1969)
- Captain Action #1 (artists) #2–3, 5 (inker) (1968–1969)
- Challengers of the Unknown #2–8 (inker) (1958–1959)
- DC 100 Page Super Spectacular #5 (inker) (1971)
- DC Special Series #11 (The Flash) (inker) (1978)
- Falling in Love #108 (1969)
- Ghosts #2 (inker) (1971)
- Girls' Love Stories #143, 150 (1969–1970)
- Green Lantern #69 (inker) (1969)
- Hercules Unbound #1–8 (inker) (1975–1976)
- House of Mystery #180, 183–184, 189 (inker); #199, 251 (artist) (1969–1977)
- House of Secrets #91, 96 (1971–1972)
- Isis #1 (inker) (1976)
- Limited Collectors' Edition #C-34 (inker) (1975)
- Meet Angel #7 (inker) (1969)
- Our Army at War #249 (writer/artist) (1972)
- Our Fighting Forces #10 (1956)
- Plop! #14 (artist); #16 (inker); #23 (writer/artists) (1975–1976)
- Richard Dragon, Kung-Fu Fighter #4–8 (inker) (1975–1976)
- Sandman #6 (inker) (1975)
- Showcase #12 (Challengers of the Unknown) (inker) (1958)
- Stalker #1–4 (inker) (1975)
- Strange Adventures #154 (inker) (1963)
- Super-Team Family #1, 3 (The Flash and Hawkman team-up) (inker) (1976)
- Superboy #153–155, 157–161 (inker) (1969)
- Swing with Scooter #30–31, 33 (inker) (1970–1971)
- Teen Titans #19 (inker) (1969)
- The Unexpected #122, 137 (inker); #138 (artist) (1970–1972)
- Weird Mystery Tales #23 (1975)
- The Witching Hour #15 (1971)
- Wonder Woman #195, 269 (inker) (1971–1980)
- Young Love #84 (inker) (1971)

### EC Comics
- Aces High #1–5 (1955)
- Confessions Illustrated #1 (1956)
- The Crypt of Terror #18 (1950)
- Gunfighter #13–14 (1950)
- The Haunt of Fear #15–16, 4–5, 24 (1950–1954)
- Mad #1–21, 23–86, 90, 143 (1952–1964, 1971)[3]
- Modern Love #5–8 (1950)
- A Moon, a Girl ... Romance #10–12 (1949–1950)
- Piracy #1–2 (1954–1955)
- Saddle Romances #10–11 (1950)
- Shock SuspenStories #2–15 (1952–1954)
- Tales from the Crypt #21, 24–27 (1950–1952)
- Three Dimensional EC Classics #1 (1954)
- Two-Fisted Tales #18–28, 30–35, 41 (1950–1955)
- Valor #1–2, 4–5 (1955)
- Vault of Horror #12–14, 39 (1950–1954)
- Weird Fantasy #13–17, 6–14, 17 (1950–1953)
- Weird Science #12–13, 5–22 (1950–1953)

### Marvel Comics
- Astonishing Tales #1–4 (Doctor Doom) (1970–1971)
- Avengers #20–22 (inker) (1965)
- Captain America #127 (inker) (1970)
- Cat #1 (inker) (1972)
- Daredevil #5–11 (1964–1965); #10 (as writer) (1965)
- Journey into Mystery #39, 51 (1956–1959)
- Journey into Unknown Worlds #51 (1956)
- Kull the Conqueror #1 (inker) (1971)
- Marvel Spotlight #1 (Red Wolf) (inker) (1971)
- Marvel Tales #152 (1956)
- Mystic #52 (1956)
- Strange Tales #134 (Human Torch and the Thing) (inker) (1965)
- Tales of Suspense #71 (Iron Man) (inker) (1965)
- Tower of Shadows #5–8 (writer/artist) (1970)
- Unknown Worlds of Science Fiction #1 (writer) (1975)
- Western Gunfighters #22 (1956)

### Tower Comics
- Dynamo #1–4 (1966–1967)
- T.H.U.N.D.E.R. Agents #1–20 (1965–1969)

### Warren Publishing
- 1984 #1–2, 5 (1978–1979)
- Blazing Combat #3–4 (1966)
- Comix International #1 (1975)
- Creepy #38, 41, 55, 75, 78, 91 (1971–1977)
- Eerie #5, 11, 14, 60–61, 131 (1966–1974)
- Famous Monsters of Filmland #58 (1969)
- Galactic Wars Comix #1 (1978)
- Monster World #1 (1964)
- Vampirella #9–10, 12, 19, 27, Annual #1 (1971–1973)
- Warren Presents #1, 3 (1979)

|}